# 萨夫拉德桑卡拉
萨夫拉德桑卡拉，是西班牙卡斯蒂利亚-拉曼恰昆卡省的一个市镇。总面积79平方公里，总人口185人（2001年），人口密度2人/平方公里。